# Fissidens jansenii
Fissidens jansenii là một loài Rêu trong họ Fissidentaceae. Loài này được Sérgio & Pursell mô tả khoa học đầu tiên năm 2001.